# ضاحية خارجية

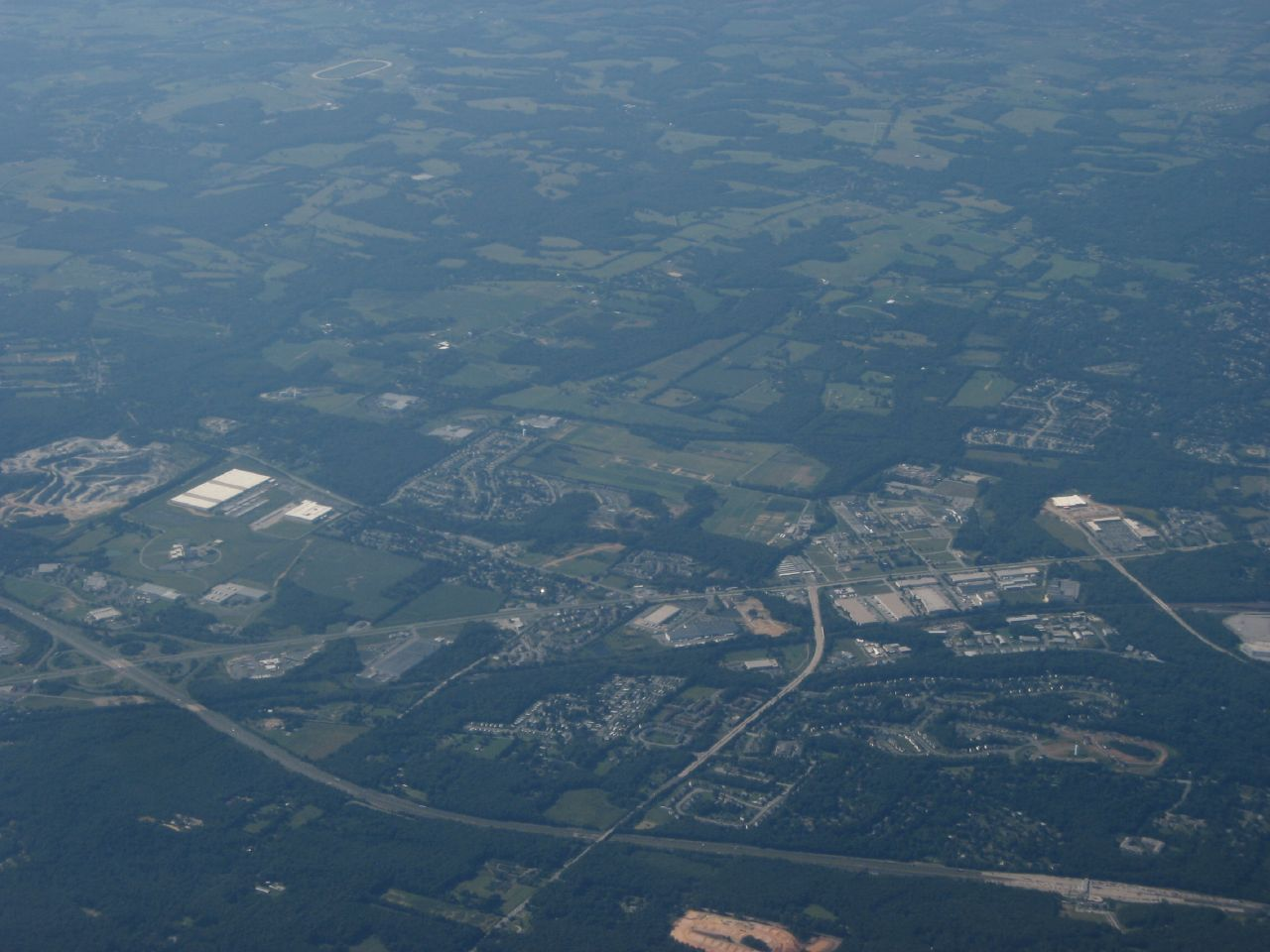

الضاحية الخارجية هي منطقة خارج الضواحي الداخلية الأكثر كثافة عادةً، على حافة مدينة كبرى، والتي لها بعض الاتصالات الاقتصادية والتنقلية إلى منطقة المترو وكثافة سكنية منخفضة وازدهار. تجمعُ بين المناظر الطبيعية الحضرية والريفية ذات الطبيعة الحضرية المحدودة لتفاعلها الوظيفي والاقتصادي والاجتماعي مع وسط البلد بسبب طابعها السكني المهيمن. تتكون الضواحي الخارجية من تجمعات سكنية ووظائف خارج الحدود البلدية لمدينة رئيسة وخارج الضواحي المحيطة.